# Орлово (Старицкий район)
Орлово — деревня в Старицком районе Тверской области, входит в состав Ново-Ямского сельского поселения.

## География
Деревня находится в 8 км на юг от города Старица.

## История
В конце XIX — начале XX века деревня входила в состав Дороховской волости Старицкого уезда Тверской губернии. В 1886 году в деревне было 66 дворов, промыслы: гончарный, сплав леса по Волге.
С 1929 года деревня являлась центром Орловского сельсовета Старицкого района Ржевского округа Западной области, с 1935 года — в составе Калининской области, с 1994 года — центр Орловского сельского округа, с 2005 года — в составе Ново-Ямского сельского поселения.
В годы Советской власти в деревне располагалось правление колхоза «Родина».
До 2010 года в деревне действовала Орловская начальная общеобразовательная школа.

## Население
| 1859 | 1886 | 1919 | 1997 | 2002 | 2010 |
| ---- | ---- | ---- | ---- | ---- | ---- |
| 302  | ↗368 | ↗465 | ↘194 | ↘156 | ↗163 |

## Инфраструктура
В деревне имеются фельдшерско-акушерский пункт, отделение почтовой связи.